# Jérémy Pouge
Jérémy Pouge (ur. 3 maja 1980 w Tournon-sur-Rhône) – francuski wioślarz.

## Osiągnięcia
- Mistrzostwa Świata – Mediolan 2003 – czwórka bez sternika wagi lekkiej – 14. miejsce[1].
- Mistrzostwa Świata – Gifu 2005 – czwórka bez sternika wagi lekkiej – 1. miejsce[1].
- Mistrzostwa Świata – Eton 2006 – czwórka bez sternika wagi lekkiej – 2. miejsce[1].
- Mistrzostwa Świata – Monachium 2007 – czwórka bez sternika wagi lekkiej – 2. miejsce[1].
- Mistrzostwa Europy – Ateny 2008 – czwórka bez sternika wagi lekkiej – 4. miejsce[1].